# 21
Glej tudi: število 21
21 (XXI) je bilo navadno leto, ki se je po julijanskem koledarju začelo na sredo.

## Dogodki
- Tiberij četrtič postane rimski konzul.

## Smrti
- Arminij, Armin ali Hermann, germanski vojskovodja in poglavar Heruskov (*  18/17 pr. n. št.)